# Kennedy-Warren Apartment Building
Das Kennedy-Warren Apartment Building ist ein historisches Wohngebäude mit elf Stockwerken in Washington, D.C. in 3133 Connecticut Avenue im Nordwesten der Stadt zwischen den Stadtvierteln Cleveland Park und Woodley Park. Das im Art déco errichtete Bauwerk wurde 1929 bis 1931 errichtet und ist benachbart zur Klingle Valley Bridge und zum Smithsonian National Zoological Park. Das Apartmentgebäude überblickt den Rock Creek Park und war Wohnhaus mehrere historischer Persönlichkeiten, darunter zweier US-Präsidenten.
Das Kennedy-Warren-Gebäude gilt als das größte und beste Beispiel eines Apartmentgebäudes in diesem Stil in Washington, D.C. Es wurde 1989 zur District of Columbia Historic Landmark erklärt und am 7. September 1994 als Baudenkmal in das National Register of Historic Places aufgenommen.

## Geschichte

### Errichtung
1929 entschieden sich Edgar S. Kennedy und Monroe Warren, Sr. dazu, Joseph mit dem Bau eines Apartmentgebäudes in Northwest Washington, D.C. zu beauftragen. Eingangsturm und Nordflügel des Bauwerks wurden 1931 mit 117 Mietwohnungen eröffnet. Bei dem Gebäude handelte es sich um das erste Gebäude in Washington, D.C., bei dem Aluminium als Werkstoff bei Interieur und Exterieur verwendet wurde. Ein zweiter Flügel war geplant, aber Kennedy und Warren gerieten während der Weltwirtschaftskrise in Bankrott und der Bau des zweiten Flügels wurde gestoppt. 1937 übernahm die B. F. Saul Property Company aus Bethesda in Maryland, an die das Gebäude verpfändet war, das Eigentum am Kennedy-Warren. Zusätzlich 200 Wohneinheiten an der Rückseite nach Osten wurde von Alexander H. Sonnemann entworfen und 1935 gebaut.

### Erweiterung

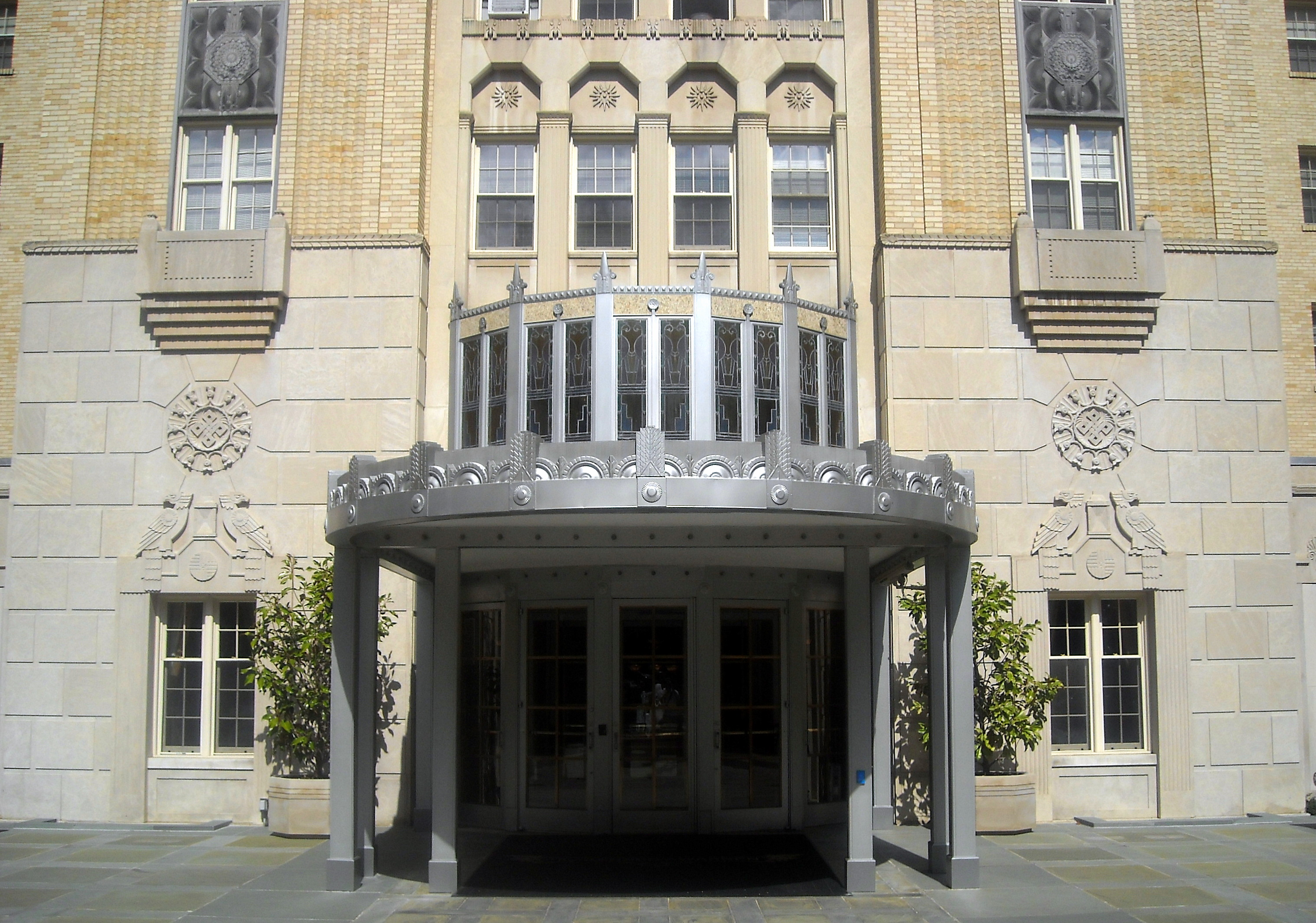
Haupteingang des Gebäudes

Eine Sammlung von Youngers Zeichnungen wurde 1987 wiederentdeckt und die Eigentümer des Gebäudes entschieden sich, die ursprünglichen Pläne zu vollenden. Der Baubeginn wurde aufgrund von Beschränkungen im Bebauungsplan mehrere Jahre verzögert; diese Probleme wurden teilweise durch Vereinbarung zwischen den Mietern und dem Gebäudeeigentümer beseitigt. Die B.F. Saul Company verpflichtete sich darin, auf eigene Kosten das in die Jahre gekommene Gebäude zu renovieren. Nach der Erteilung der Baugenehmigung konnten 2002 der Bauherr B.F. Saul Company und die Projektanten Hartman-Cox Architects LLP mit dem Bau des rund 28.000 Quadratmeter Nutzfläche umfassenden zweiten Flügels beginnen. Die veranschlagten Baukosten beliefen sich auf 48,5 Millionen US-Dollar.
Die Originalzeichnungen von Younger waren unvollständig, die Architekten folgten jedoch demselben Baustil des nun historischen Flügels und verwendet weitgehend dieselben Baumaterialien. Zeitgemäße Grundrisse und die Hinzufügung von Balkonen sind die einzigen Änderungen an Youngers Originaldesign. Appartements in dem ursprünglichen Gebäudeteil wurden vermessen, um die Grundrisse in dem neuen Flügel zu erstellen. Außerdem wurde der ursprüngliche Flügel von außen erneuert und die Hauptlobby, die Lounges und die Wandelgänge wurden renoviert. Die für den Neubau verwendeten Backsteine wurden speziell gemischt, um in Farbe und Form denen des ursprünglichen Baus zu entsprechen. Hartman-Cox wurden für die Planung des 114-Wohneinheiten-Neubaus und die Renovierung der bestehenden Bausubstanz 2006 mit einem Palladio Award ausgezeichnet.

## Architektur

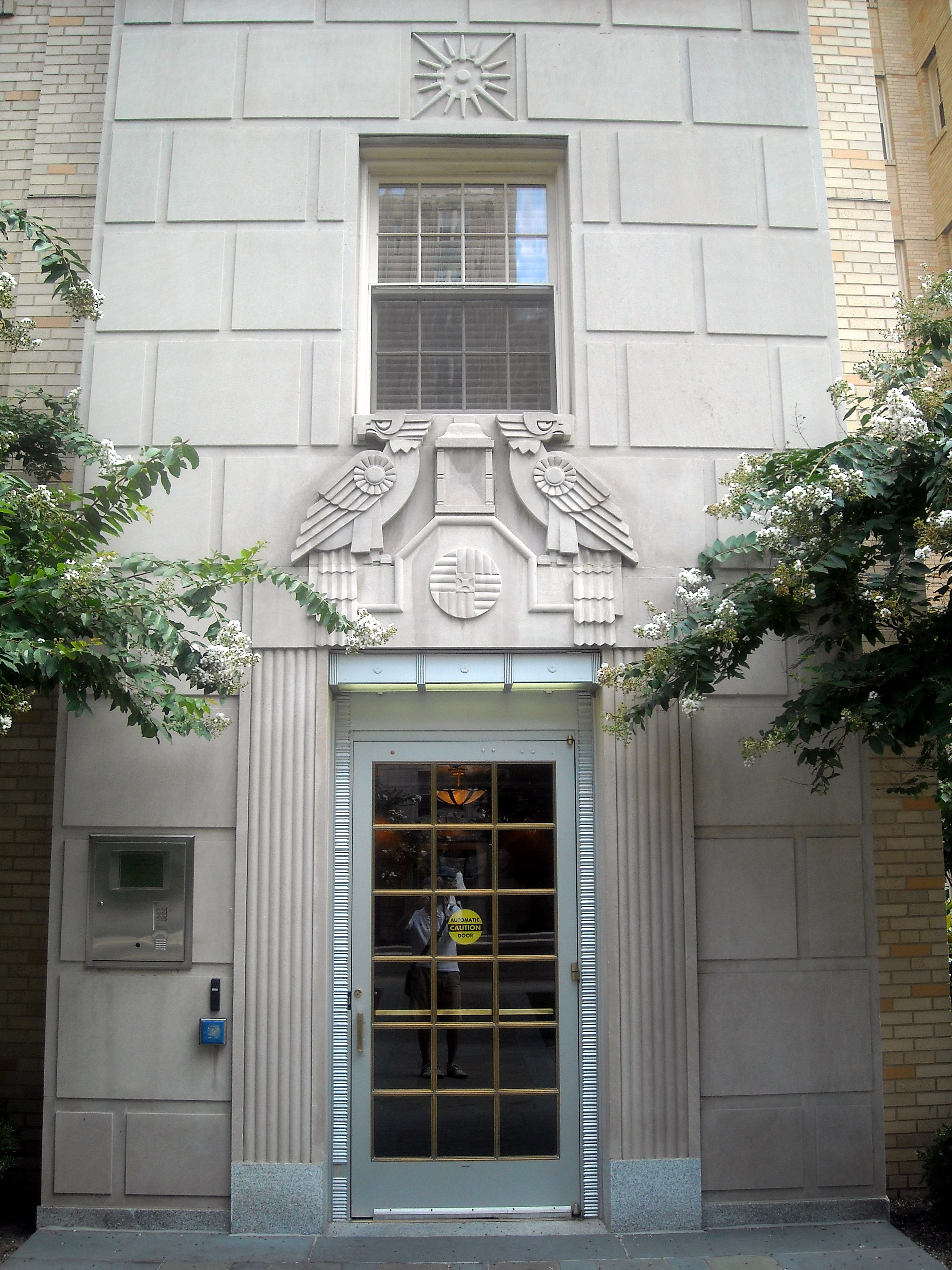
Aztekische Adler über einem Eingang zum Kennedy-Warren Apartment Building

Das Gebäude gilt als Höhepunkt des Art déco in Washington, D.C. Aufgrund des Abfallens des Geländes nach Osten und nach Norden, wirkt es für Passanten an der Connecticut Avenue größer, als es tatsächlich ist. Sechs Etagen befinden sich so unterhalb der Eingangsebene, zwei davon dienen Wohnzwecken, die anderen vier enthalten einen Ballsaal, Parkplätze und Räumlichkeiten für Dienstleistungen. Die dekorativen Steinmetzarbeiten in dem ursprünglichen Flügel wurden von der Edmonds Art Stone Company aus Washington, D.C. angefertigt.
Dekorative Aluminiumtafeln kamen am Eingangsturm und den Flügelbauten auf jedem der elf Stockwerke zur Verwendung. Am ursprünglichen Teil des Bauwerkes wurden diese Aluminiumteile von Alcoa hergestellt, der Produzent der Teile am Neubau war die Boose Aluminum Foundry. Aluminium kam auch für die Türen zur Lobby und am Portikus zum Einsatz. Das Gebäude wurde aus Backsteinen und Kalksteinen aus Indiana gebaut. Das Druckluftventilationssystem nutzt große Düsen auf der Rückseite des Gebäudes, um kühle Luft aus dem Park anzusaugen und in die Gänge des Gebäudes zu verteilen.
Raumhohe Fenster sind oberhalb des Eingangs eingebaut. Auf jeder Seite des Portikus sitzen zwei Fenster mit einem Paar aztekischer Adler aus Kalkstein darüber. Zwei weitere solche Adler befinden sich an jedem der beiden Portikusse an den Seiteneingängen. An der Spitze des zentralen Turmes sind unter einer Kupferspitzbogens zwei Greife angebracht. Ein Fries mit in den Zement gemeißelten Elefanten streicht oberhalb von Arkaden an der Fassade des Gebäudes entlang.
Die Haupteingangshalle des Kennedy-Warrens ist rund sechs Meter hoch und verfügt über Treppengeländer aus Aluminium und eine Empore. Bei der Renovierung des Gebäudes erhielt die Lobby ihr ursprüngliches Aussehen im Art déco zurück. Eine Vertäfelung aus Holz bedeckt die Wände der Halle und eine Replik des originalen Kronleuchters hängt von der Decke. Die Decke der Lobby ist mit komplizierten geometrischen Figuren und Sonnenstrahlenmustern versehen, die auf die Balken gestrichen sind. Ein dunkelgrüner und goldener Teppich zeigt Blumenmuster, die zu den Blumenmustern am Treppengeländer und der Fassade des Gebäudes passen. Die Fahrstuhltüren sind aus schwarzem Metall und sind mit einem Blumendesign und einer Baumdarstellung aus Kupfer verziert.
Zu den Annehmlichkeiten des Kennedy-Warren gehören Swimming-Pool, Spa, Sauna, Konferenzzentrum, Ballsaal, Concierge und ein kleines Lebensmittelgeschäft im Eingangsturm. Ein Privatclub im historischen Flügel umfasst eine Lounge und eine Pianobar.

## Namhafte Mieter
Harry S. Truman mietete 1937 zum Preis von 150 US-Dollar (1937; inflationsbereinigt 2.831 US-Dollar) ein Apartment mit zwei Schlafzimmern und zwei Badezimmern. Damals war er noch US-Senator aus Missouri. Lyndon B. Johnson und seine Frau Lady Bird wohnten in dem Gebäude, bevor sie in das Weiße Haus umzogen. Außerdem wohnten Harry Hopkins, H. R. Haldeman, P. J. O’Rourke sowie weitere  Kongressabgeordnete, Senatoren, Admiräle und Generäle in dem Gebäude.